# 柯倫特萊克 (明尼蘇達州)
柯倫特萊克（英語：Current Lake）是位於美國明尼蘇達州莫雷縣埃爾斯伯勒鎮區的一個非建制地區。

## 地理
柯倫特萊克所處的海拔為高於海平面508米（即1667英呎），而該地所採用的時區為UTC-6，即北美中部時區（CST）。同時該地設有夏令時間，為UTC-6調快一小時，即UTC-5（CDT）。